# Francis Lucille
Francis Lucille, né en 1944, est un ancien ingénieur physicien français du secteur aéronautique et spatial devenu enseignant spirituel. Il enseigne la  philosophie de la non-dualité selon la tradition de l'Advaïta védanta. Son maître principal sur cette voie a été Jean Klein, qui a popularisé en Occident ce courant du vedanta dont l'initiateur fut Shankara au VIIIe siècle de l'ère commune. Francis Lucille a eu pour élève Rupert Spira.
| Image externe |                              |
|               | Portrait de Francis Lucille. |

## Biographie
Après des études scientifiques à l'École polytechnique de Paris (1964 - Mention mathématiques et physique)  et à l'Institut supérieur de l'aéronautique et de l'espace, (ENSAE) (ISAE-SUPAERO aujourd'hui), c'est en 1973 que Francis Lucille
découvre les ouvrages de Jiddu Krishnamurti et les textes traditionnels de la philosophie indienne, principalement ceux du védanta et du bouddhisme zen. 
En 1975, il rencontre Jean Klein, dont il suit l'enseignement et qui deviendra son maître spirituel et ami jusqu'à sa mort en 1998. C'est à partir de 1981 qu'il commence à donner des satsangs — réunions autour d'un enseignant spirituel — en France puis dans d'autres pays. Il réside actuellement en Californie.

## Ouvrages
- (en) Eternity Now. Éd. Non-Duality Press, 2008.  (ISBN 9780955829086)
- (en) The Perfume of Silence. Éd. Truespeech Productions, 2006. (ISBN 9781882874019)
- (en)Truth Love Beauty,  Truespeech Productions, 2006.  (ISBN 978-1-882-87402-6)

### Traductions
- (fr) Le sens des choses: Entretiens sur la non-dualité. Éd. Accarias / L'Originel, 2007.  (ISBN 9782863161470)
- (de) Ewigkeit jetzt: Dialoge über das Glück. Éd. Kamphausen, 2001.  (ISBN 9783933496188) / (nl) Eeuwigheid NU!: dialogen over geluk. Éd. Samsara, 2003.  (ISBN 9789077228135) / (it) Eternità ora. Éd. Antipodi, 2017.  (ISBN 9788895012186)
- (es) Flores del silencio : diálogos en la conciencia. Éd. Via Directa, 2006.  (ISBN 9788493477608)
- (de) Wahrheit Liebe Schönheit: Spiritualität Bewusstsein. Éd. Books on Demand, 2017.  (ISBN 9783743115996)